# Nímróz
Nímróz (persky ولایت نیمروز‎, paštunsky د نیمروز ولایت‎) je jednou z 34 afghánských provincií nacházející se na jihozápadě země na hranicích s Íránem a Pákistánem. Na severu sousedí s provincií Faráh a na východě s provincií Hilmand. Podstatnou část provincie pokrývá poušť. Hlavní město je Zarandž.